# Niszczyciele typu Almirante
Niszczyciele typu Almirante – typ dwóch chilijskich niszczycieli, zbudowanych w Wielkiej Brytanii, które weszły do służby w Chilijskiej Marynarce Wojennej w 1960 roku. Okręty wycofano ze służby pod koniec lat 90. XX wieku.

## Okręty
- „Almirante Riveros” (DDG-18)
- „Almirante Williams” (DDG-19)